# Mediastinalpendeln
Als Mediastinalpendeln werden atemsynchrone Bewegungen des Mediastinums („Mittelfells“) in horizontaler Richtung bezeichnet. Diese können bei verschiedenen Verletzungen des Brustkorbes auftreten.

## Ursache und Auswirkungen
Ursache ist meist ein offener Pneumothorax oder eine Instabilität des knöchernen Thorax infolge von Rippenserienbrüchen mit oder ohne Brustbeinbruch, die zu Druckunterschieden in den beiden Brustkorbhälften und damit zu einer atemabhängigen Verschiebung des Mediastinums zur Seite des geringeren Druckes hin führen. Das Mediastinalpendeln führt somit zusätzlich zum ohnehin vorhandenen Ausfall der verletzten Lunge zu einer Verminderung der Atemexkursion der unverletzten Lunge und verstärkt dadurch die Störung des Gasaustausches („Pendelluft“). Zusätzlich kann es zu einer Kompression der oberen Hohlvene (Vena cava superior) mit Drosselung der Lungendurchblutung und erheblichen Beeinträchtigungen des gesamten Blutkreislaufs kommen. Das Krankheitsbild kann daher rasch einen akut lebensbedrohlichen Verlauf nehmen.

## Behandlung
Ziel der Behandlung ist eine schnelle Normalisierung der Druckverhältnisse im Brustkorb und der Lungenfunktion. Endotracheale Intubation und Beatmung können als erste Notmaßnahme erforderlich sein, reichen allerdings im Falle eines Spannungspneumothorax oft nicht aus. Die offene Thoraxverletzung muss so rasch wie möglich geschlossen werden, gleichzeitig wird die Luft aus dem Pleuraraum mit Hilfe einer Bülaudrainage entfernt. Ist die Lunge selbst in größerem Umfang verletzt, kann eine Übernähung dieser Verletzung, im äußersten Fall sogar eine Teilentfernung der Lunge (Lobektomie) erforderlich werden.